# Irina Șuțka
Irina Burtea-Șuțka (fostă Irina Șeienko, născută pe 5 martie 1983, la Kirovohrad) este o handbalistă ucraineană care joacă pentru clubul românesc CS Activ Prahova Ploiești și pentru echipa națională de handbal a Ucrainei.
Handbalista, care evoluează pe postul de pivot, a fost legitimată între 2014 și 2016 la CSM Ploiești, club a cărui echipă s-a desființat în toamna anului 2016 din cauza problemelor financiare. Burtea-Șuțka a depus memoriu la Federația Română de Handbal în vara anului 2016, reclamând neplata salariului, și a devenit liberă de contract pe 19 septembrie 2016. Ea a semnat contractul cu clubul Dinamo în aceeași zi. Dinamo București a fost a cincea echipă românească la care a evoluat jucătoarea. 
Începând din 15 martie 2015, ea este căsătorită cu Laurențiu Burtea, prahovean din Păulești. Nașa de cununie a Irinei Burtea este Marinela Gherman.

## Palmares
- Cupa EHF:
  - Turul 3: 2013
  - Turul 2: 2018
  - Turul 1: 2017

- Campionatul Ucrainei:
  - Câștigătoare: 2003, 2004, 2005, 2006, 2007, 2008, 2011

- Cupa României:
  - Semifinalistă: 2013